# Walter Lohmann
Walter Lohmann (ur. 21 lipca 1911 w Bochum – zm. 18 kwietnia 1993 w Sion) – niemiecki kolarz torowy, trzykrotny medalista mistrzostw świata.

## Kariera
Największy sukces w karierze Walter Lohmann osiągnął w 1937 roku, kiedy zwyciężył w wyścigu ze startu zatrzymanego zawodowców podczas torowych mistrzostw świata w Kopenhadze. W tej samej konkurencji wywalczył także dwa srebrne medale: na mistrzostwach świata w Amsterdamie w 1938 roku (wygrał jego rodak Erich Metze) oraz na mistrzostwach w Paryżu w 1952 roku (wygrał Belg Adolph Verschueren). W czasie zdobywania medalu Lohmann ukończył już 40 rok życia, co czyni go jednym z najstarszych medalistów torowych mistrzostw świata. Ponadto Walter Lohmann wielokrotnie zdobywał medale torowych mistrzostw kraju, w tym dziesięć złotych. Nigdy nie wystartował na igrzyskach olimpijskich. Karierę zakończył w 1956 roku.